# Dušejov
Obec Dušejov (německy Duschau, Tussendorf (1405)) se nachází v okrese Jihlava v Kraji Vysočina. Žije zde 478 obyvatel.

## Název
Název se vyvíjel od varianty Duschow (1346), Dussyegow (1351), Tusndorf, Dussieiow (1352), Tusndorf, Tussieieow, Dusndorf (1358), Dussieyow, Dussendorf (1367), Tusendorff a Dussieiow (1384), Dusseyow (1392), Tussendorf (1405), Dussiegow a Dussegow (1486) a Dussegow (1602). Místní jméno vzniklo z osobního jména Dušej a znamenalo Dušejův dvůr či ves.

## Historie
První písemná zmínka o obci je z roku 1346, Dušejov tehdy patřil želivskému klášteru. Ve starší listině z roku 1226, která obsahuje výčet majetků kláštera, Dušejov ještě uvedený není.
Roku 1654 měla zdejší obec osm hospodářství a pět chalup vez gruntovních polí. Dušejov náležel klášteru želivskému do roku 1468 a potom různým majitelům panství větrnojeníkovského. V roce 1654 bylo ve zdejší obce 13 čísel, v roce 1874 – 39 čísel, v roce 1924 – již 69 čísel a 374 obyvatel, v roce 1940 – 85 čísel a 434 obyvatel, v roce 1997 – 151 čísel a 424 obyvatel a v roce 2002 je v obci 447 obyvatel.
V roce 2001 se zde vyskytl první případ BSE v Česku.
Obec Dušejov v roce 1995 obdržela ocenění v soutěži Vesnice Vysočiny, konkrétně získala Modrou stuhu za společenský život. Obec Dušejov v roce 2000 obdržela ocenění v soutěži Vesnice Vysočiny, konkrétně získala ocenění bílá stuha, tj. ocenění za činnost mládeže. Obec Dušejov v roce 2005 obdržela ocenění v soutěži Vesnice Vysočiny, konkrétně získala ocenění hnědý diplom, tj. diplom za vzorné vedení kroniky. V roce 2022 získala obec ocenění v soutěži Vesnice Vysočiny 2022, konkrétně obdržela Diplom za školní zahradu.

## Přírodní poměry
Dušejov leží v okrese Jihlava v Kraji Vysočina. Nachází se 4 km jižně od Zbilid, 6 km jihozápadně od Vyskytné nad Jihlavou a 2,5 km od Ježené, 13 km západně od Jihlavy, 2,5 km severozápadně od Hubenov, 1 km severně od Boršova, severovýchodně 3,5 km od Hojkova, 6 km od Nového Rychnova a 4 km od Milíčova, 6 km severovýchodně od Vyskytné a 5 km od Opatova.
Geomorfologicky je oblast součástí Česko-moravské subprovincie, konkrétně Křemešnické vrchoviny a jejího podcelku Humpolecká vrchovina, v jejíž rámci spadá pod geomorfologický okrsek Vyskytenská pahorkatina. Průměrná nadmořská výška činí 610 metrů. Jedlovský potok protéká západní částí katastru a poté tvoří jižní hranici území. U bývalého hospodářského stavení Pánkovsko roste památná 31metrová lípa malolistá.

## Obyvatelstvo
Podle sčítání 1921 zde žilo v 62 domech 408 obyvatel, z nichž bylo 222 žen. 406 obyvatel se hlásilo k československé národnosti. Žilo zde 358 římských katolíků, 48 evangelíků a 2 příslušníci Církve československé husitské.
| Rok            | 1869 | 1880 | 1890 | 1900 | 1910 | 1921 | 1930 | 1950 | 1961 | 1970 | 1980 | 1991 | 2001 |
| Počet obyvatel | 366  | 390  | 398  | 373  | 405  | 408  | 377  | 350  | 341  | 297  | 341  | 398  | 438  |

## Obecní správa a politika

### Členství ve sdruženích
Dušejov je členem Mikroregionu Dušejovsko a místní akční skupiny Třešťsko.

### Zastupitelstvo a starosta
Obec má devítičlenné zastupitelstvo, v jehož čele stojí starostka Zdenka Dubová, v letech 2006–2010 tuto funkci vykonávala Zdenka Tajovská.
| Období    | Voliči | Účast v % | Mandáty | Výsledky                                              | Starosta        |
| --------- | ------ | --------- | ------- | ----------------------------------------------------- | --------------- |
| 2002–2006 | 337    | 29,67     | 9       | 8 KDU-ČSL 1 KSČM                                      | Zdenka Dubová   |
| 2006–2010 | 331    | 74,02     | 9       | 6 Pro zdravější obec 3 KDU-ČSL                        | Zdenka Tajovská |
| 2010–2014 | 345    | 71,88     | 9       | 4 SDRUŽENÍ PRO DUŠEJOV 3 PRO ZDRAVĚJŠÍ OBEC 2 KDU-ČSL | Jana Bulantová  |
| 2014–2018 | 358    | 70,67     | 9       | 7 SDRUŽENÍ PRO DUŠEJOV 2 KDU-ČSL                      | Jana Bulantová  |

## Hospodářství a doprava
V obci sídlí firmy Zemědělské družstvo Dušejov, družstvo, .A.S.A. Dačice s.r.o., LIV lines s.r.o., KAVEX – GRANIT HOLDING a.s., HUNSGAS s.r.o., Lesní školka Pánkovsko, s.r.o., TEXANA v.o.s., Mader Immobilien spol. s r.o., I. Opatovská, spol. s r. o., ARDEWO s.r.o., pobočka České pošty a obchod firmy LAPEK, a.s. Služby zde poskytují praktický a dětský lékař a dva veterináři.
Obcí prochází silnice II. třídy č. 602 z Vyskytné do Jihlavy, dále pak komunikace III. třídy č. 13114 do Zbilid, č. 1336 do Milíčova, č. 1338 do Boršova a č. 01945 do Ježené. Dopravní obslužnost zajišťují dopravci ICOM transport, ČSAD Benešov, ČSAD STTRANS a ARRIVA PRAHA. Autobusy jezdí ve směrech Praha, Pelhřimov, Jihlava, Vlašim, Pacov, Černovice, Opatov, Kamenice nad Lipou, Strakonice, Písek, Tábor, Brno, Plzeň, Čechtice, Hojkov, Nový Rychnov, Vyskytná a Čejkov.

## Školství, kultura a sport
Základní škola a Mateřská škola Dušejov je příspěvková organizace, kterou zřizuje obec Dušejov. Škola se věnuje integraci žáků s autismem, s postižením tělesným, zrakovým a mentálním a dětí s poruchami učení a chování. V roce 2011/2012 do školy docházelo 99 dětí. Dojíždějí sem i žáci z menších obcí – Hojkov, Boršov, Milíčov, Jedlov, Mirošov, Hubenov, Jiřín a Ježená. Mateřskou školu ve školním roce 2011/2012 navštěvovalo 45 dětí.
V Dušejově sídlí knihovna. Sbor dobrovolných hasičů Dušejov byl založen v roce 1888. TJ Dušejov 2000 hraje v sezoně 2014/2015 IV. tř. mužů, skupina B v okrese Jihlava, má také týmy dorostu a mladších žáků, kromě fotbalu se věnuje i šipkám. Dále zde působí Myslivecké sdružení Háje Dušejov a Český červený kříž Dušejov.

## Pamětihodnosti
- Kostel svatého Bartoloměje
- Fara
- Smírčí kamen
- Památná Dušejovská lípa roste u bývalého hospodářského stavení Pánkovsko

## Rodáci
- Vincenc Dvořák (1848–1922), profesor fyziky, děkan a rektor na záhřebské univerzitě; bývá označován za zakladatele moderní chorvatské fyziky